# Inga cylindrica
Inga cylindrica ist eine Baumart aus der Unterfamilie der Mimosengewächse (Mimosoideae). Sie ist in Mittel- und Südamerika beheimatet.

## Beschreibung
Inga cylindrica ist ein kleines Bäumchen mit kurzen, verzweigten Stämmen und kahlen Zweigen. Die Blätter sind drei- bis vierfach paarig gefiedert. Das äußerste Blättchenpaar ist 6 bis 10,5, selten bis 12,5 Zentimeter lang und 2 bis 3,7, selten 1,7 bis 4,5 Zentimeter breit.
Die Blattrhachis ist 5 bis 7,5 Zentimeter lang, im Querschnitt wie der Blattstiel zylindrisch, also ungeflügelt. Die Drüsen sind kräftig ausgebildet, die Nebenblätter 3 bis 9 Millimeter lang und hinfällig.
Die Blütenstände entspringen den Blattachseln sowie den Achseln abgefallener Blätter und stehen einzeln oder in Gruppen. Der Schaft ist 1,5 bis 3,5 Zentimeter lang, die Rhachis 4,5 bis 15 Zentimeter. Die duftenden Blüten sind weiß. Die Früchte sind über den Samen aufgebläht bzw. höckrig und dazwischen stark zusammengeschnürt, rund 1,5 Zentimeter breit, hellgrün und glänzend.

## Verbreitung
Die Art ist heimisch von Costa Rica bis Bolivien und Zentral-Brasilien.

## Systematik und Botanische Geschichte
Die Art wurde 1831 von José Mariano da Conceição Vellozo als Mimosa cylindrica erstbeschrieben und 1837 von Karl Friedrich Philipp von Martius in die Gattung Inga gestellt.

## Nachweise
- Anton Weber, Werner Huber, Anton Weissenhofer, Nelson Zamora, Georg Zimmermann: An Introductory Field Guide To The Flowering Plants Of The Golfo Dulce Rain Forests Costa Rica. In: Stapfia. Band 78, Linz 2001, S. 278, ISSN 0252-192X / ISBN 3854740727, zobodat.at [PDF]